# Arrieritos
Arrieritos es una compañía española de danza fundada en 1996, que fusiona en sus trabajos flamenco y danza contemporánea. El núcleo de la compañía está compuesto por seis bailarines-coreógrafos: Teresa Nieto, Florencio Campo, Tacha González, Patricia Torrero, Elena Santonja y Kelian Jiménez. La compañía se basa en el mestizaje de diferentes estilos, tanto musicales como coreográficos y crea cada espectáculo de manera colectiva.
La compañía ha estrenado los espectáculos "Arrieritos somos..." (1996), "Ande yo caliente..." (1997), "Todos los gatos son pardos" (1999), "Despacio y solitos" (2000), "Diario de un abrigo" (2001), "Tablaos, fiestas y saraos" (2002), "Entablao" (2003), "Oh sólo mío" (2004) y 13 rosas (2006). Por esta obra ganó dos Premios Max, a la mejor coreografía y mejor espectáculo de danza.